# 西陣京極
西陣京極（にしじんきょうごく）は、京都府京都市上京区に存在する地域の通称であり、商店街・繁華街である。その範囲は「千本通の中立売 - 今出川間」とされる。1900年前後から1950年代にかけて、寄席や芝居小屋、映画館が多数立ち並び、西陣地区に形成された西陣織の労働者たちを中心に文化・娯楽を提供した興行街であった。また京都市電千本線（1912年 - 1972年）の電停の名称でもある。
現在の西陣京極商店街（にしじんきょうごくしょうてんがい）は、そのうち、西を千本通、東を浄福寺通、北を一条通、南を中立売通で囲まれた小さな地域に存在する。同商店街についても本項で詳述する。

## データ
- 北端 : 千本通今出川
北緯35度1分46.85秒 東経135度44分32.63秒 / 北緯35.0296806度 東経135.7423972度
- 南端 : 千本通中立売
北緯35度1分29.96秒 東経135度44分32.88秒 / 北緯35.0249889度 東経135.7424667度

## 特徴

### 領域と位置づけ
昭和初期、1928年（昭和3年）時点での「西陣京極」は、「千本通の中立売 - 今出川間」に形成された繁華街を指すものと考えられていた。昭和初期に京都の市街地を精力的に紹介した大京都社（姉小路東洞院西入ル）の西村善七郎はその著書の『大京都』において、四条通の御旅町（寺町 - 河原町間）、烏丸通、寺町通（とくに丸太町 - 三条間）、三条通（とくに寺町 - 木屋町間）、河原町通（四条付近）、そして堀川京極（西堀川通の丸太町 - 中立売間）、大宮通（とくに五辻以北）、七条通（とくに河原町 - 千本間）とならべて、京都市内の繁華街を挙げている。
1935年（昭和10年）、京都帝国大学経済学部教授の谷口吉彦が発表した『配給組織論』第三篇第九章において、谷口は、当時の日本の6大都市である東京市、大阪市、京都市、名古屋市、神戸市、横浜市の各都市に存在する主要な商店街を列挙し、京都市においては、四条通、京極（新京極通）、寺町通、東五条（五条通の鴨川以東）、堀川通、西陣京極の6つを挙げている。
第二次世界大戦後、千本通をめぐる商店会に千本共栄会、西陣京極会、千本京極会があった。1969年（昭和44年）にこれが統合されて、西陣千本商店街を形成した。1982年（昭和57年）には千本昭栄振興組合、千本繁栄振興組合が加わり、千本商店街連合会が結成されている。西陣千本商店街の範囲は、北が千本今出川、南が千本上長者町であり、「西陣京極」の範囲に加えて、千本中立売以南が含まれている。

2013年（平成25年）現在、「西陣京極」の領域には映画館・芝居小屋の類は残っていない。西陣地区全域に広げても、残っているのは、戦後に五番街東宝として開館した千本日活（上長者町千本西入ル五番町）のみである。

### 京極の名
京極とは、もともと平安京における東西の果てを意味し、東西に京極が存在した。かつての東京極大路が、現在の寺町通であったが、1872年（明治5年）に寺町通の東に新京極通が開通し、寺町通の繁華街は「寺町京極」と呼ばれるようになった。以降、京都市内・近郊の繁華街の末尾に付する命名が流行した。西陣京極はこの流れにあり、前述の堀川京極のほか、松原京極（松原通の新町通 - 大宮通間）、山科京極（醍醐街道の旧三条通 - 三条通間）、田中京極（東大路通の田中南大久保町 - 田中飛鳥井町間、元田中駅南・北）、嶋原京極（花屋町通の大宮 - 島原大門前間）が存在する。京都以外では、福井県小浜市に京極商店街が存在したという。
なかでも「西陣京極」は「ゲタ京極」「ゲタばき京極」と呼ばれ、新京極・寺町京極と比較して、下駄ばきの庶民を対象とした繁華街であった。民族学者の梅棹忠夫によれば、千本通が平安京の朱雀大路である以上、京都の真の中心は「西陣京極」界隈である、とのことである。

### 花街との関係
西陣京極は花街ではない。千本通西側に江戸時代もしくはそれ以前から存在した上七軒あるいは五番町（西陣新地）がその役割を担い、西陣京極は健全な興行街として発展した。五番町の花街は、1958年（昭和33年）3月15日、売春防止法施行により廃止され、五番町の花街組合事務所の跡地には東宝映画の封切館「五番街東宝」（現在の千本日活）が建てられた。このことにより、従来の花街がなくなり、五番町に一般的な映画館が生まれる一方、1959年（昭和34年）には、西陣京極の芝居小屋を源流とする映画館であった千中劇場が「千中ミュージック」というストリップ劇場に業態を変更するといった現象が起きた。1970年代以降に残った映画館である西陣キネマ、西陣大映は、五番町の千本日活とともにいずれも成人映画館に転換している。

### 市電との関係

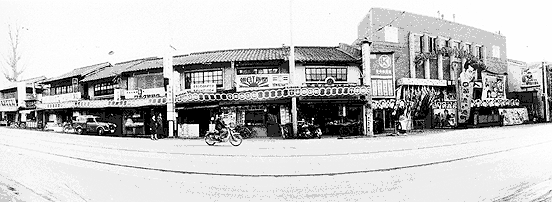
西陣京極電停、1959年12月撮影。右手に千本日活館（かつての千本座）。

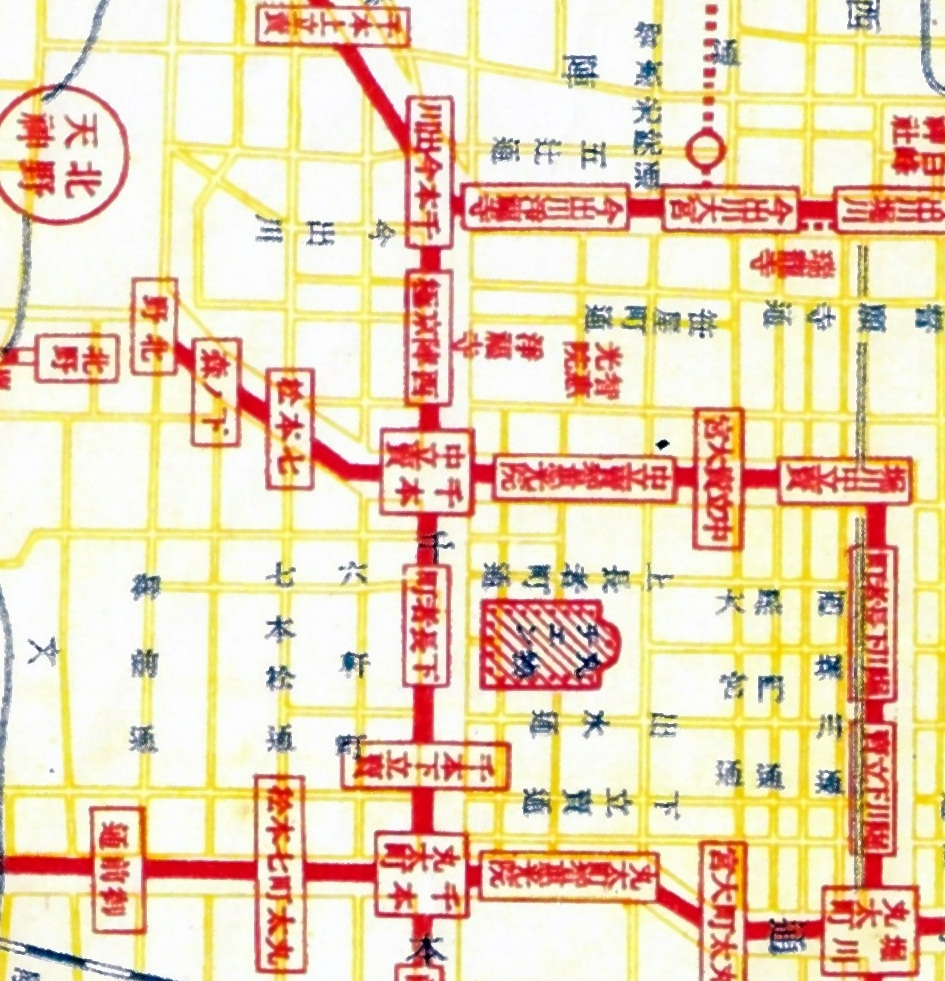
「千本中立賣」電停のすぐ北に「西陣京極」そして「千本今出川」の各電停がある。『市街電車案内図』（丸物、1931年）。

京都市電の前身である京都電気鉄道（京電）が堀川線を1900年（明治33年）5月7日、下ノ森電停まで延伸、西陣京極の南端である千本通中立売に千本中立売電停が開設される。1912年（大正元年）9月12日、千本線が千本今出川まで延伸、西陣京極の北端である千本通今出川に千本今出川電停、堀川線と交差する点に千本中立売電停、この2駅の間に西陣京極電停はつくられた。同年11月21日には、今出川線が開通し、千本線の千本今出川電停は今出川線の駅にもなった。
西陣京極電停は、千本座の正面に設置された。
京都市電堀川線は1961年（昭和36年）8月1日、千本線は1972年（昭和47年）1月23日、今出川線は1976年（昭和51年）4月1日にそれぞれ廃止された。京都市営バスが市電に取って代わり、千本今出川電停は千本今出川停留所、千本中立売電停は千本中立売停留所にそれぞれ代替されたが、西陣京極電停は廃止された。千本中立売停留所は、同電停よりも北、西陣京極電停よりは南に位置する西陣キネマの正面に設置された。
西陣長久座は堀川線廃止の1年前、千本日活館（かつての千本座）は堀川線廃止の3年後、西陣東映劇場は千本線廃止の年に閉館している。

### 戦争との関係
第二次世界大戦末期の1944年（昭和19年）11月2日、大日本興行協会京都府支部の決定により、京都市内の映画館のうち11館が同日付で休館に入り、倉庫・雑炊食堂に転換することになった。西陣京極での対象館は、長久座（のちの西陣長久座）および西陣大映劇場（のちの西陣大映）であった。市内他地域で休館に入った映画館のうち、堀川中央館等は強制疎開に遭い取り壊されるが、西陣京極の2館は戦後復活している。1945年（昭和20年）6月26日早朝、第5回の京都空襲とされる西陣空襲が行なわれたが、対象地域は西陣京極の南端・中立売通よりもさらに南にある出水通であり、西陣京極は直接の空襲被害には遭わなかった。

## 文学・文化との関係
「西陣京極」にかつて存在した千本座は、同館の館主であった牧野省三が横田商会（日活の前身の一社）の依頼により、同館に出演する俳優を使用して劇映画を製作・監督したことで「日本の時代劇映画発祥の地」として知られる。1908年（明治41年）9月17日に公開された最初の作品である『本能寺合戦』や、日本初の映画スターである尾上松之助が初めて出演し同年12月1日に公開された『碁盤忠信源氏礎』は、千本座裏の敷地や大超寺境内で撮影されている。
1921年（大正10年）に志賀直哉が発表した小説『暗夜行路』に、主人公のよく行った場所を列挙するなかで、
「西陣京極」と云はれる千本通り
というフレーズが登場する。『枕草子』研究で知られる田中重太郎（1917年 - 1987年）が学生であった1930年代には、「西陣京極」にある西陣長久座や西陣八千代館といった映画館で映画を観たという。これらは現在の西陣京極商店街の小さな区域だけでなく、千本通今出川までが「西陣京極」と呼ばれていたことを示す。
1962年（昭和37年）に水上勉が発表した小説『五番町夕霧楼』では、1950年（昭和25年）ころの時代を描いており、このなかでも主人公たちは、赤線のあった五番町からすぐ近くの「西陣京極」の映画館で2本立ての映画を観て、すし屋の「天六」で食事をしている。水上は回想記『わが女ひとの記』（1983年）では、戦前の「西陣京極」の映画館について言及しており、「千本座は入場料も五銭か十銭高くて、格がちがっていた」「長久座は松竹、昭和館は新興キネマ、西陣キネマは大都映画である」とする。「千本座も、長久座も昭和館もなくなりました。西陣キネマだけがいまは残って眺めます」とあるが、西陣キネマは同作発表の翌年1984年（昭和59年）に閉館している。このうち昭和館は千本通下長者町上ルに所在し、千本通の一連の映画館のひとつではあるが「西陣京極」の定義からは50メートルほど外れた南に位置する。

## かつて存在した主な施設
丸物西陣分店と北野劇場を除き、いずれも寄席・芝居小屋であり、その後映画館に転換され、のちに閉館した。
- 国華座 （のちの第二八千代館および西陣八千代館、千本通今出川下ル西側、1909年 - 1927年ころ） - 現在跡地に京都銀行西陣支店
- 千本座 （のちの千本日活館、千本通一条上ル東側、1901年 - 1964年） - 現在跡地に無印良品千本
- 長久座 （のちの西陣長久座、千本通一条下ル東側、1911年 - 1960年） - 現在跡地にローソン千本一条
- 大黒座 （のちの西陣キネマ、千本通中立売上ル東入ル北側、1920年 - 1984年） - 現在跡地にパチンコ店キング千本店駐車場
- 福の家 （のちの西陣大映、千本中立売上ル東入ル北側、1911年 - 2005年） - 現在跡地に一般住宅
- 朝日座 （のちの千中劇場および千中ミュージック、中立売通千本東入ル、1910年 - 1987年） - 現在跡地に月極千中パーキング
- 京極座 （のちの西陣東映劇場、浄福寺通西筋一条下ル東側、1910年 - 1972年） - 現在跡地に京都上京料理飲食店組合ビル等の店舗
- 寿座 （中立売通浄福寺西入ル上ル、明治中期 - 1916年新京極に移築） - 現在跡地に商店・飲食店
- 丸物（のちの近鉄百貨店京都店）西陣分店（1929年12月1日[28] - 1951年以前？） - うめざわ整骨院の北隣付近
- 北野劇場 （のちの北野東映、千本通中立売下ル、1953年 - 1970年） - 現在跡地に西陣ロイヤルハイツ

## 西陣京極商店街

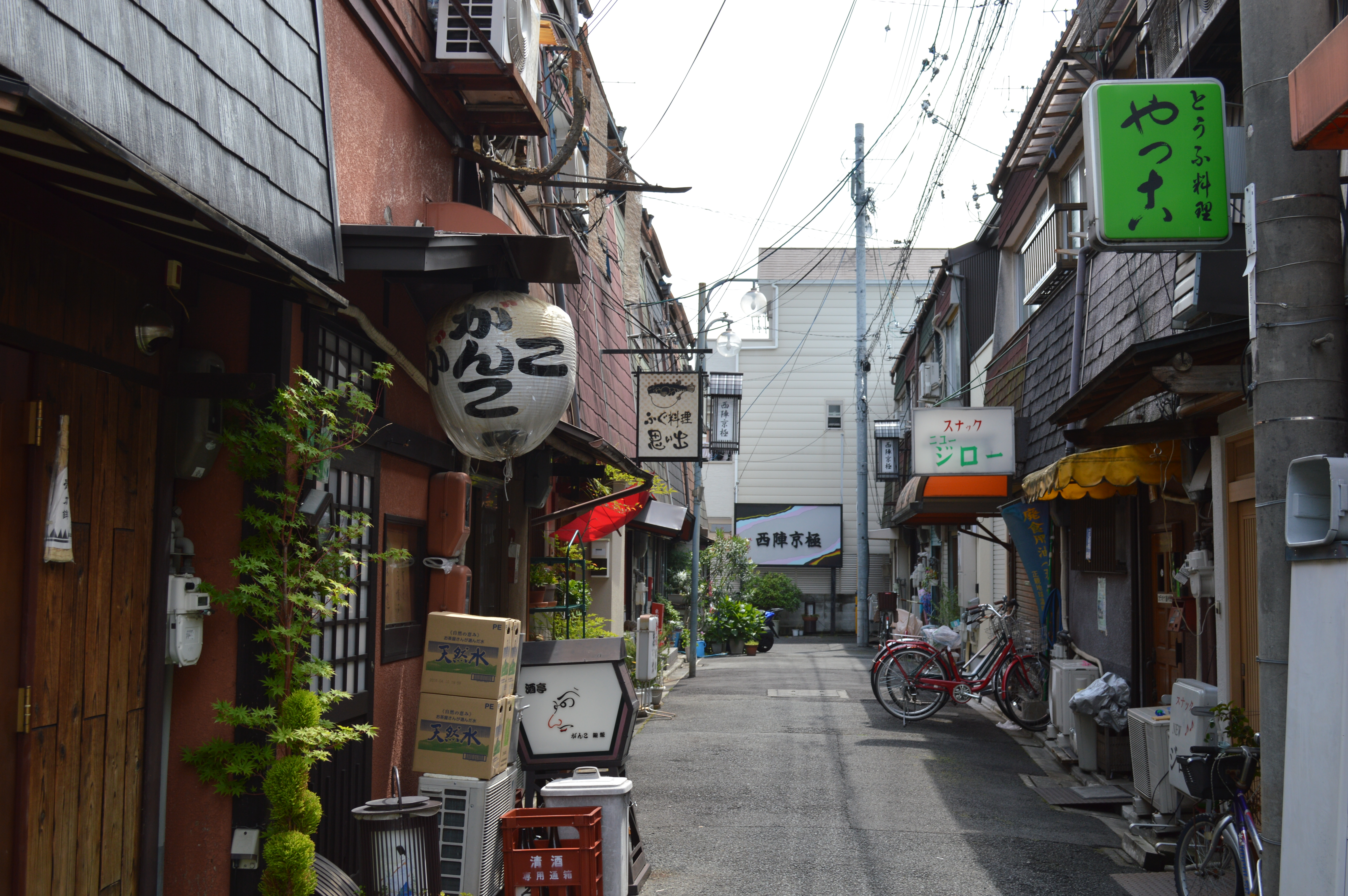
現在の西陣京極

西陣京極商店街（にしじんきょうごくしょうてんがい）は、京都府京都市上京区に存在する商店街である。その区域は、西を千本通、東を浄福寺通、北を一条通、南を中立売通で囲まれた小さな地域である。地域の中心を南北路である土屋町通の北端部分（浄福寺通西筋）が貫いている。土屋町通を中心に、かつては寄席や芝居小屋が密集し、それらは1920年代以降は映画館、戦後は一部ストリップ劇場に変わっていった。かつてこの密集地域に西陣長久座、西陣キネマ、西陣大映、千中劇場（のちの千中ミュージック）、西陣東映劇場、寿座が存在したが、2013年（平成25年）現在、すでにすべて閉館し、駐車場・飲食店・住宅に変貌している。
中立売通に面した土屋町通南側の入口には、西陣京極会の設置した門があり「私道に付き、一般車輛の通行はご遠慮願います」との立て看板が備えつけられている。同門を数メートル北上した西側には、西陣京極商店街公衆トイレが設置されている。同様の立て看板が一条通に面した土屋町通北側の入口にも設置されており、同商店街の区間における土屋町通は私道である。土屋町通一条下ル東側には、森下仁丹による「仁丹町名表示板」が設置されており「上京區土屋町通一条下ル伊勢殿構町」と表示されている。
現在は、200メートル四方程度の規模の飲食店街である。交通機関の最寄りは京都市バス「千本中立売」バス停である。四条大宮バス停で四条大宮駅、三条京阪バス停で三条京阪駅、四条烏丸バス停で四条駅・烏丸駅、京都駅バス停で同駅とそれぞれの鉄道路線に接続する。